# هوارد وايت
هوارد وايت هو كاتب كندي، ولد في 1945.